# Ференбак, Шарль Макс
 Шарль Макс Ференбак (фр. Charles Fehrenbach; 1914—2008) — французский астроном.

## Биография
Родился в Страсбурге, окончил Страсбургский университет. В 1939—1941 преподавал в лицее Сен-Шарль в Марселе, в 1941—1943 работал в Страсбургской обсерватории. С 1943 работал в обсерватории Верхнего Прованса (с 1966 по 1983 — директор). В 1948—1972 был также директором Марсельской обсерватории, с 1948 — профессор Марсельского университета.
Основные труды в области астроспектроскопии. Выполнил многочисленные спектральные исследования как стационарных, так и переменных звезд различных типов, особенно новых звезд, а также туманностей и комет. Разработал метод определения лучевых скоростей с помощью объективной призмы, который основан на измерении относительных смещений линий на фотографиях спектров, полученных при двух различных ориентациях призмы; успешно применил этот метод для массового определения лучевых скоростей в площадках неба.
Был избран членом Парижской академии наук (1968; корреспондент с 1963), членом Бельгийской королевской академии наук, литературы и изящных искусств (1973), членом-корреспондентом Международной академии астронавтики, членом Бюро долгот в Париже (1979), Афинской академии (1980), вице-президентом Международного астрономического союза (1973—1979).
Премия Жюля Жансена Французского астрономического общества (1959), большая научная премия города Парижа (1976), Золотая медаль Национального центра научных исследований (1977).